# Ярослава Блажкова
Ярослава Блажкова (словац. Jaroslava Blažková; 15 листопада 1933, Велке-Мезіржичі, ЧССР — 20 лютого 2017) — словацька письменниця, публіцист і журналіст, автор книг для дітей і юнацтва.

## Біографія
У дитинстві проживала то у Чехії, то в Словаччині, з 1948 року жила в місті Братиславі. Освіту отримала в братиславській гімназії, пізніше заочно навчалася на філософському факультеті Братиславського університету імені Коменського, проте в 1954 році покинула навчання. Ще навчаючись у гімназії, почала працювати на Чехословацькому радіо, пізніше працювала в редакції газети "Зміна", але в 1956 році звільнена з політичних причин. Потім працювала в галузі садівництва, з 1959 року присвятила себе професійній літературній діяльності. З 1968 по 2010 рік жила в Канаді, емігрувала зі своєю сім'єю. В ці роки майже не займалася літературною творчістю. У 2010 році повернулася в Словаччину, жила в селищі Валаска-Бела.
За свої художні твори для дітей отримала премію ЮНЕСКО Г. Х. Андерсена.

## Творчість
Найбільшу кількість творів написала в період до свого від'їзду з Чехословаччини, після 1989 року вийшли тільки перевидання. У цей період Ярослава Блажкова була одним з найбільш популярних авторів, з іншого боку її твори ставали предметом дискусій. Її творчість знаходиться на стику високої і популярної літератури, гумору і сентиментів. 
У своїх творах вона порушувала проблеми підлітків. Написані твори виразною мовою, з іронією і самоіронією оповідача. У дитячій літературі вона присвятила себе художньо-науковим творам, у яких, наприклад, цікаво викладала знання про природу. В сюжеті дитячих оповідань  використовує жанрові прийоми детективу, пригодницької та навчальної літератури
За художнім твором «Нейлоновий місяць» чехословацький режисер Едуард Гречнер у 1965 році зняв однойменний фільм.